# Национальный университет Трухильо
Национальный университет Трухильо (исп. Universidad Nacional de Trujillo) — государственный университет в г. Трухильо, Перу. Один из крупнейших и престижнейших университетов Перу. Состоит из 12 факультетов. Основан Симоном Боливаром и Хосе Каррионом 10 мая 1824 года, ещё до получения Перу независимости от Испании.

## Известные выпускники
- Луис Альва Кастро (род. 1942) — государственный, политический и общественный деятель Перу, премьер-министр страны в 1985—1987 годах. Президент Конгресса Республики Перу.
- Луис Перкович (1931—2017) — государственный, политический и общественный деятель Перу, премьер-министр страны в 1984—1985 годах. Президент Конгресса Республики Перу.